# الثاهر
قرية الثاهر هي إحدى قرى محافظة الداير بني مالك التابعة لمنطقة جازان الواقعة جنوب غرب المملكة العربية السعودية. كما تم تسجيل الموقع من قِبل هيئة التراث كموقع تراث ثقافي ضمن التراث العمراني.

## أهم المواقع
- حصيبه
- ريدة
- مشيب
- الحلط
- النيعة
- الغميرة

## الطقس
يمتاز طقس قرية الثاهر بالبرودة شتاءً والاعتدال صيفا حيث تصل درجات الحرارة شتاءً إلى ما دون ال 10 درجات وتكون درجة الحرارة صيفا ما دون 25 درجة مؤية.
حيث يكون شهور الصيف هي موسم أمطار وخير وتتأثر بمنخفضي السودان والهند، حيث تتشكل السحب الركامية في بدايات الربيع من الغرب للشرق تبعا لحركة التيارات العلوية ثم في فصل الصيف ينكسر إتجاه السحب من الشرق للغرب محدثة أمطار غزيرة وعواصف رعدية مميزة عن باقي مناطق المملكة.
في فصل الشتاء تكون اقرب للإستقرار مع تكثف للضباب طول فصل الشتاء وتدني درجات الحرارة وأحيانا تتاثر بمنخفضات القطبية التي تتأثر بها شمال المملكة محدثة أمطار متوسطة.
موقع وجغرافية بني مالك عامة تسمح بإلاستفادة من بوابة القرن الأفريقي من حيث الرطوبة في الطبقات البنائية والحمل الحراري العالي بسبب الفروقات الحرارية بين الجبل والسهل.

## عدد السكان
عدد سكان القرية حوالي 8 آلاف نسمة.

## التضاريس والزراعة
قرية الثاهر تقع في أعلى قمم جبال آل خالد حيث يرتفع عن سطح البحر ما بين 1600 - 2000 متر.
يحد قرية الثاهر من الشرق جبال آل قطيل والسنام
ومن الشمال قرية خاشر وآل سلامة
ومن الغرب الغربي وجبل روحان وال حراز
ومن الجنوب شدنة والشعفة وال محمد
تتميز قرية الثاهر بالمحاصيل الزراعية حيث لكل صنف وقت وموسم، من أبرز الزراعات في القرية:
1- الذرة.
2- الدخن.
3- الزعر.
4- الموز.
5- المانجو.
6- الخوخ.
7- البن.
وغيرها من الزراعات، إلا أن المصدر الرئيسي لري هذه الزراعات هي مواسم الأمطار، فكلما كثر الأمطار كلما كان الإنتاج أفضل واعلى، لذالك فإن المحاصيل تعتمد اولا واخير على فضل الله وخيره من الاأمطار الموسمية.
كذالك فإن سكان القرية يغتنمون المواشي من الضأن والمعز والبقر والخرفان.

## الانساب
قرية الثاهر هي إحدى قرى بني مالك الخولانية.
تعود قبائل بني مالك إلى مالك بن زيد بن أسامة بن زيد بن أرطأة بن شراحيل بن مالك بن حجر بن الربيعة بن سعد بن خولان من قبيلة خولان. و
أهم قبائل بني مالك:
آل مغامر ينقسمون إلى القبائل التالية:
آل خالد، وينقسـمون إلى الآتي: (آل ســلامة. آل محمد · آل أحمد · آل قطيل · آل حراز · آل الزغلي ·آل فاضل)
آل سـعيد، وينقسمون إلى الآتي: (آل عثوان · الحجفة · الرقبة · آل شــبان · النشمة · أهل القاعة · أهل نعامة)
أهل العـزة، وينقسمون إلى الآتي: (أهل ردة · أهل ذات المسك)
آل كــثير وينقسمـون إلى القبائل التالية:
آل علي، وبنقسمون إلى الآتي: (آل معبد · آل شــريف · آل سنين · آل بقاع · أهل الجهي · أهل المسترب)
آل سـلمى، وينقســمون إلى الآتي: (آل معتوب · آل محدب · آل عمرو)
آل حبـس وينقسمون إلى الآتي:(أهل العشة. آل غماض)
بني رايــــم وينقسمون إلي الآتي: (آل يحيى · آل زيدان · آل النخيف)
هذه لمحة بسيطة عن قبائل بني مالك كافة.
سكان قرية الثاهر هم من قبيلة أل احمد إحدى فروع قبائل آل خالد العريقة في بني مالك
حيث ينقسم سكان قرية الثاهر إلى عدة بيوت وهم:
1- آل ناجع.
2- آل حسلان.
3- آل إمجبر.
4- آل يحي بن علي.
وكل بيت من هذه البيوت لها أراضيها ومزارعها وامكانها المحددة، إلا حاليا مع الكثافة والتطور أصبحت البيوت مشتركة ومتشابكة.

## القرى الاثرية
في قرية الثاهر معلم مهم ومميز في بني مالك حيث منه خرج السكان وفيها تجتمع الانساب والبيوت
ألا وهي الحصيبة والمشهورة في بني مالك قرية الثاهر
حيث ان هذا المبنى القديم يوجد فيه نقوش قديمة جدا من حيث زخارف وشعارات وصور لحيوانات وأفاعي
وايضا نقوش تاريخية قديمة منها 1354 و1223 وغيرها من التواريخ المنقوشة
أيضا الحلط يوجد بها مباني قديمة والرواحي ولحج زيد وقمة ريدة والقنا.
في كل مكان هناك بين قديم وأثري وبعض منها لازال مأهول بسكان.
حيث هذه البيوت القديمة إما تكون أسطوانية الشكل أو على شكل مستطيل
ويكون مبنية من الحجارة القوية ومسقوفة بـ العرعر أو اللبخ وغيرها.

## الطبيعة
الغطاء النباتي في القرية عالي ومع فصل الأمطار يكون الجبل أخضر بشكل أخاذ وتتنوع غطائه النباتي مبين مدرجات زراعية أو اشجار متنوعة، من أهم أشجارها العرعر واللبخ والزيتون البري والتالق والأشجار العطرية واعشاب وغيرها.
سفوح قرية الثاهر الشرقية وقمة ريدة أثناء الأمطار تصب شلالتها من المنحدرات في وادي الحرة في ال محمد ووادي الشعيب في الدائر بني مالك.

## معرض الصور

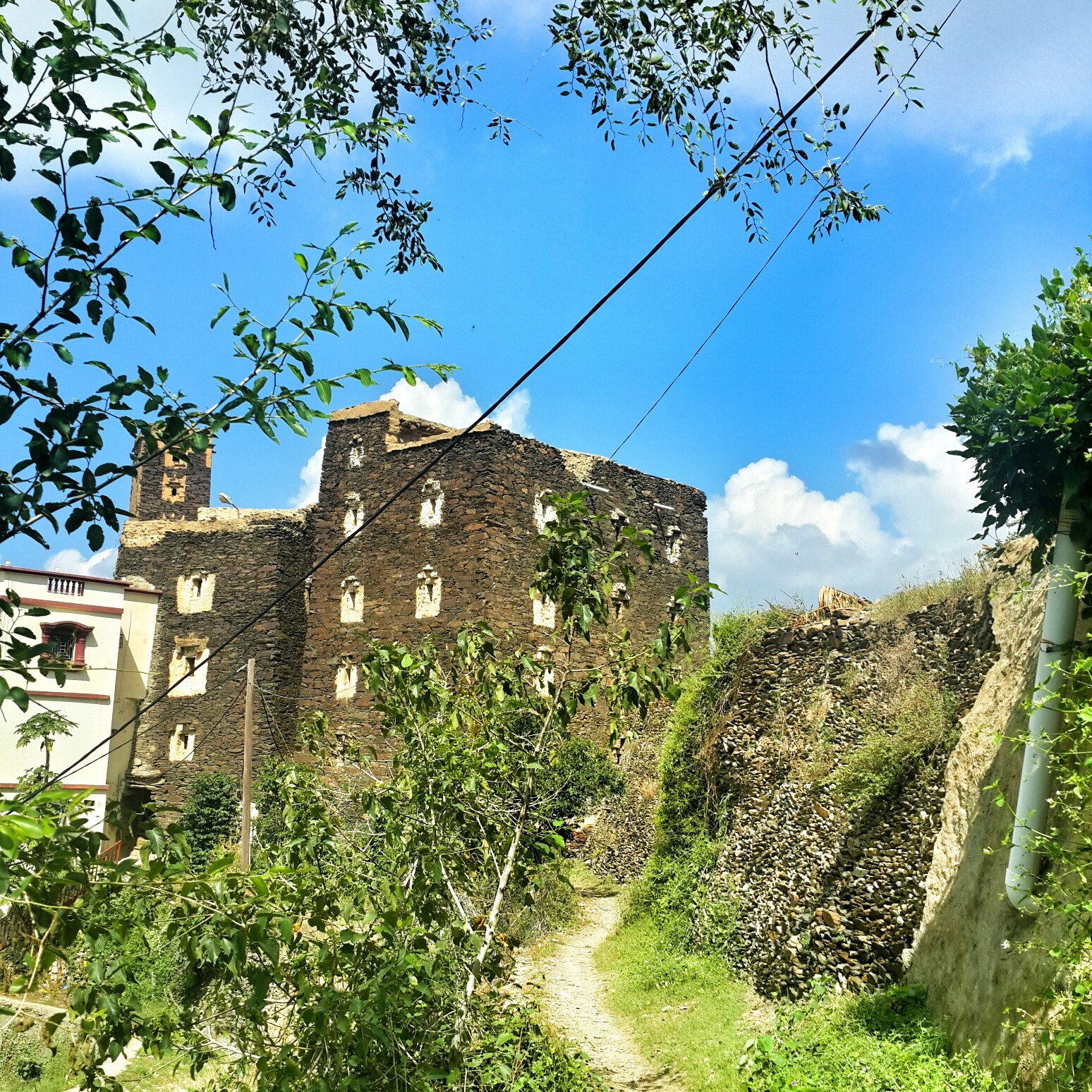
حصيبه